# Hochiss
Hochiss (2 299 m n. m.) je nejvyšší hora pohoří Rofan. Nachází se na území okresu Schwaz v rakouské spolkové zemi Tyrolsko asi 8 km severně od města Jenbach. Na vrchol lze vystoupit od chaty Erfurter Hütte.